# Jacques Dupont
Jacques Laurent Simon Dupont (ur. 19 czerwca 1928 w Lézat-sur-Lèze, zm. 4 listopada 2019 tamże) – francuski kolarz szosowy i torowy, mistrz olimpijski z Londynu (1948) na dystansie 1 km, brązowy medalista w drużynie.

## Kariera
Największy sukces w karierze Jacques Dupont osiągnął w 1948 roku, kiedy wspólnie z José Beyaertem i Alainem Moineau zdobył brązowy medal w drużynowym wyścigu ze startu wspólnego podczas igrzysk olimpijskich w Londynie. W rywalizacji indywidualnej Francuz został sklasyfikowany na siedemnastej pozycji. Ponadto na tych samych igrzyskach Dupont zwyciężył w wyścigu na 1 km, wyprzedzając bezpośrednio Belga Pierre’a Nihanta oraz Brytyjczyka Tommy’ego Godwina. Poza igrzyskami zdobył między innymi cztery złote medale mistrzostw kraju, po dwa na torze i na szosie. W latach 1951 i 1955 wygrywał wyścig Paryż-Tours. W latach 1952, 1953 i 1955 startował w Tour de France, jednak ani razu nie ukończył rywalizacji. Nigdy nie zdobył medalu na szosowych ani torowych mistrzostwach świata.